# Življenje kot v filmu (film)
Življenje kot v filmu je slovenski mladinski film iz leta 2005 v režiji in po scenariju Špele Kuclar, posnet po istoimenskem romanu Nejke Omahen. Film prikazuje življenje Julije, ki se mora nenadoma iz mesta preselili na vas k očetovi novi prijateljici.

## Igralci
- Neja Brglez
- Tjaša Razdevšek
- Nataša Barbara Gračner
- Vojko Zidar
- Ksenija Mišić
- Akira Hasegawa
- Žiga Jurečič